# Matthew Ridley, II visconte Ridley
Matthew White Ridley, II visconte Ridley (Londra, 6 dicembre 1874 – Newcastle upon Tyne, 14 febbraio 1916), è stato un nobile e politico inglese.

## Biografia
Ridley era il figlio ed erede di Matthew Ridley, I visconte Ridley, e di sua moglie, Mary Georgiana Marjoribanks, figlia di Dudley Marjoribanks, I barone Tweedmouth. Frequentò l'Eton College e il Balliol College di Oxford, dove si laureò nel 1897. Mentre era a Oxford divenne un massone nell'Apollo University Lodge, una loggia massonica per studenti ed ex studenti dell'università39.

## Carriera
È stato eletto deputato per Stalybridge alle elezioni generali del 1900. Mentre era in parlamento, prestò servizio come segretario privato di Charles Ritchie (1900-1902) e del cancelliere dello scacchiere, Austen Chamberlain (1902-1904). Fu presidente della Lega delle riforme tariffarie, in successione al suo fondatore, Arthur Pearson.
Il 21 maggio 1901, fu nominato vice luogotenente della contea di Northumberland, e nel 1904 giudice di pace.
Fu nominato tenente nel Northumberland Hussars nel 1897, fu promosso a capitano il 12 aprile 1902, poi a maggiore nel 1904 e tenente colonnello nel 1913. Fu al comando di il reggimento nei primi mesi della prima guerra mondiale, ma non andò all'estero e rinunciò al comando nel 1915, rimanendo nella riserva degli ufficiali della forza territoriale. Fu anche colonnello onorario del V battaglione dei Northumberland Fusiliers dal 1910.

## Matrimonio
Sposò, l'8 febbraio 1899 a Londra, Rosamond Cornelia Gwladys Guest (?-2 dicembre 1947), figlia di Ivor Guest, I barone Wimborne. Ebbero tre figli:
- Sally Gwladys Marjorie Ridley (17 settembre 1900-28 luglio 1983), sposò Cecil Gordon-Ives, non ebbero figli;
- Matthew Ridley, III visconte Ridley (16 dicembre 1902-25 febbraio 1964);
- Vivien Catherine Evelyn Ridley (15 dicembre 1906), sposò Hans von Bebenburg, ebbero una figlia.

## Morte
Il 28 gennaio 1916 Ridley si ammalò improvvisamente nella sua casa di Blagdon Hall, tanto che fu necessaria un'operazione. Subì una seconda operazione il 13 febbraio e morì il giorno seguente in ospedale. Suo figlio gli succedette come visconte.